# Gumda
Gumda (nep. गुम्दा) – gaun wikas samiti w zachodniej części Nepalu w strefie Gandaki w dystrykcie Gorkha. Według nepalskiego spisu powszechnego z 2001 roku liczył on 1142 gospodarstw domowych i 6140 mieszkańców (3147 kobiet i 2993 mężczyzn).